# Brazylijska odmiana języka portugalskiego
Brazylijska odmiana języka portugalskiego – jeden z dwóch standardów języka portugalskiego, używany głównie w Brazylii oraz nauczany w innych krajach Ameryki. Względem standardu europejskiego wykazuje szereg różnic w fonetyce, słownictwie i ortografii. Różnice gramatyczne są stosunkowo niewielkie.

## Słownictwo
Język portugalski używany w Brazylii charakteryzuje się stosunkowo dużym procentem słownictwa pochodzącego głównie z języków tupi oraz języków afrykańskich. Poza tym szereg tzw. neologizmów, czyli słów na określenie nowych zjawisk różni się od wersji stosowanej w Portugalii. Typowe przykłady to ônibus zamiast autocarro, trem zamiast comboio, bonde zamiast eléctrico czy comissário de bordo lub aeromoça zamiast hospedeira de bordo.
Inne różnice dotyczą ortografii słów zapożyczonych, np. gol (port. golo, z angielskiego goal), esporte (port. desporto z angielskiego sport), xampu (port. champô, z angielskiego shampoo).
Poniższa tabela pokazuje dodatkowe różnice leksykalne:
| Brazylia                                      | Portugalia                        |
| --------------------------------------------- | --------------------------------- |
| abridor de garrafas lub saca-rolhas           | saca-rolhas                       |
| abridor de latas                              | abre-latas                        |
| água-viva lub medusa                          | alforreca lub medusa              |
| alho-poró                                     | alho-porro                        |
| aquarela                                      | aguarela                          |
| arquivo (de computador)                       | ficheiro                          |
| aterrissagem                                  | aterragem                         |
| banheiro                                      | casa-de-banho lub quarto-de-banho |
| brócolis                                      | brócolos                          |
| caminhão lub camião                           | camião                            |
| carona                                        | boleia                            |
| carro conversível                             | carro descapotável                |
| carteira de identidade lub Registro Geral/RG  | bilhete de identidade/BI          |
| carteira/carta de motorista                   | carta de condução                 |
| chaveiro                                      | porta-chaves lub chaveiro         |
| concreto                                      | betão                             |
| diretor (de cinema)                           | realizador                        |
| esparadrapo, bandeide (band-aid)              | penso, penso-rápido               |
| fila de pessoas                               | fila lub bicha                    |
| fones de ouvido                               | auscultadores, auriculares, fones |
| gol                                           | golo                              |
| grampeador                                    | agrafador                         |
| maiô                                          | fato-de-banho                     |
| mamadeira                                     | biberão                           |
| metrô                                         | metro, metropolitano              |
| nadadeiras, pé-de-pato                        | barbatanas                        |
| ônibus                                        | autocarro                         |
| perua, van                                    | carrinha                          |
| salva-vidas lub guarda-vidas                  | salva-vidas lub nadador-salvador  |
| secretária eletrônica                         | atendedor de chamadas             |
| sunga lub calção de banho                     | calções de banho, calção de banho |
| (telefone) celular                            | telemóvel                         |
| terno                                         | fato                              |
| trem                                          | comboio                           |
| torcida                                       | claque                            |
| isopor                                        | esferovite                        |
| pebolim (lub totó)                            | matraquilhos                      |
| água sanitária                                | lixívia                           |
| descarga                                      | autoclismo                        |
| privada sanitária, vaso sanitário lub privada | retrete lub sanita                |

## Ortografia
Od roku 1945 istnieją dwie normy ortograficzne języka portugalskiego: jedna w Brazylii oraz druga funkcjonująca w pozostałych krajach portugalskojęzycznych. Główna różnica dotyczy opuszczania w wariancie brazylijskim niewymawianych spółgłosek np. ação czy atual, w przeciwieństwie do form acção lub actual w wersji europejskiej.
| Portugalski europejski | Portugalski brazylijski |
| ---------------------- | ----------------------- |
| acção                  | ação                    |
| baptismo               | batismo                 |
| contacto               | contato                 |
| direcção               | direção                 |
| eléctrico              | elétrico                |
| óptimo                 | ótimo                   |

Z wejściem w życie w 1990 roku porozumienia dotyczącego ujednolicenia ortografii (Acordo Ortográfico de 1990), większość spółgłosek niemych nie jest zapisywana także w odmianie europejskiej. Pozostaje jednak niewielka liczba słów dopuszczających dwie możliwości zapisu, w przypadku gdy spółgłoska jest wymawiana w Brazylii, a niema w Portugalii lub na odwrót. (Przykłady: recepção/receção lub facto/fato)
Zgodnie z nowymi zasadami pisowni ustalonymi przez porozumienie z 2009 roku
(Acordo Ortográfico da Língua Portuguesa), które zostały przyjęte w styczniu 2009 znak trema wyjdzie z użycia, z wyjątkiem nazw własnych, tak więc takie słowa jak lingüiça, seqüestro, tranqüilo zapisuje się od tej pory linguiça, sequestro, tranquilo.
| Portugalski europejski | Portugalski brazylijski |
| ---------------------- | ----------------------- |
| linguiça               | lingüiça                |
| sequência              | seqüência               |
| frequência             | freqüência              |
| quinquénio             | qüinqüênio              |
| pinguim                | pingüim                 |

Ze względu na różnice w wymowie samogłoski zamknięte zapisywane są z akcentem „circumflexus” w odmianie brazylijskiej, w Portugalii zaś z akcentem „acutus”, gdyż są wymawiane jako otwarte. 
| Portugalski europejski | Portugalski brazylijski |
| ---------------------- | ----------------------- |
| cómodo                 | cômodo                  |
| fenómeno               | fenômeno                |
| tónico                 | tônico                  |
| génio                  | gênio                   |

## Morfologia i składnia

### Użycie zaimków osobowych w zdaniu
W odmianie brazylijskiej, zwłaszcza w języku mówionym, używa się zaimka eu (ja), podczas gdy w odmianie europejskiej nie należy go dodawać, np.: 
| Portugalski europejski  | Portugalski brazylijski    |
| ----------------------- | -------------------------- |
| Não quero ir ao cinema. | Eu não quero ir ao cinema. |

### Użycie zaimków zwrotnych
W odmianie brazylijskiej stosuje się je przed czasownikiem, a w europejskiej na końcu czasownika poprzedzone myślnikiem, np.:
| Portugalski europejski | Portugalski brazylijski |
| ---------------------- | ----------------------- |
| Lavo-me                | Eu me lavo              |

### Zaimki dopełnienia bliższego i dalszego -pronomes
| Dopełnienie bliższe            | Dopełnienie dalsze         |
| ------------------------------ | -------------------------- |
| me, te, a, o, nos, vos, as, os | me, te, lhe, nos vos, lhes |

#### Odmiana europejska

##### Dopełnienie bliższe
Zasada jest taka, że w odmianie europejskiej stosuje się je zawsze (tzn. nie należy ich w żadnym wypadku pomijać) i występują po czasowniku poprzedzone myślnikiem (są jeszcze warianty, gdy wstawia się je dosłownie wewnątrz czasownika i ze względów fonetycznych dodaje spółgłoskę) np.:
Comi o queijo → comi-o (zjadłem go)
Vou comer o queijo → Vou comê-lo (planuję zjeść go)
Comerei o queijo → Comê-lo-ei (zjem go)

##### Dopełnienie dalsze
Używa się ich po czasowniku posiłkowym. Są one poprzedzone myślnikiem, np.
Ele tinha-me dito isso. i przed czasownikiem Ele lhe disse.

#### Odmiana brazylijska

##### Dopełnienie bliższe
Tendencja jest taka, by je pomijać (choć oczywiście mogą się pojawić w zdaniu, zwłaszcza o charakterze bardziej formalnym wtedy występują przed czasownikiem), np.
Eu o comi. lub po prostu Eu comi. (zamiast comi-o)

##### Dopełnienie dalsze
Tutaj również coraz rzadziej można usłyszeć pronome w takiej formie jak w Portugalii, zwłaszcza pomija się lhe, często zastępuje się je stosownym wyrażeniem przyimkowym, np.:
Eu dei pra ele (zamiast lhe dei)
Eu disse pra ele lub po prostu Eu disse (zamiast lhe disse)